# Flugunfall einer Avro York in Brasilien 1949
Der Flugunfall einer Avro York in Brasilien 1949 ereignete sich am 5. Januar 1949 mit der Avro 685 York G-AHEX der British South American Airways mit dem Taufnamen Star Venture. Nach einem Triebwerksbrand musste die Maschine bei Caravelas, Brasilien notgelandet werden, wobei 3 der 15 Insassen starben.

## Flugzeug
Das Flugzeug war eine 1946 gebaute und als zweite Maschine dieses Typs an die British South American Airways (BSAA) gelieferte Avro 685 York mit der Werknummer 1301. Sie erhielt das Luftfahrzeugkennzeichen G-AHEX. Alle 12 York der BSAA trugen Namen mit dem Präfix Star, diese erhielt den Taufnamen Star Venture. Das viermotorige Langstreckenflugzeug war mit vier V12-Flugmotoren des Typs Rolls-Royce Merlin XX ausgerüstet, die je 1.280 PS (950 kW) erbrachten. 

## Passagiere, Besatzung und Flugplan
Der Flug war von London nach Santiago de Chile über Lissabon-Portela, Bathurst-Yundum, Natal und Rio de Janeiro-Santos Dumont geplant.
An Bord der Maschine befanden sich neun Passagiere und sechs Besatzungsmitglieder.

## Unfallhergang
Die Maschine hob nach einer Zwischenlandung vom Flughafen Natal ab. Während des Startlaufs platzte ein Fahrwerksreifen. Die Piloten setzten den Start fort und inspizierten während des Anfangssteigflugs die Maschine auf Beschädigungen, wobei sie jedoch keine Auffälligkeiten feststellen konnten. Nach dreieinhalbstündigem Flug in Richtung Rio de Janeiro versagte Triebwerk Nr. 3 (rechts innen). Ein Brand brach aus. Die Piloten leiteten unverzüglich einen spiralförmigen Notsinkflug ein, wobei es ihnen schwer fiel, die Maschine unter Kontrolle zu halten. Bei der anschließenden Bruchlandung in der Nähe von Caravelas starben drei der neun Passagiere. Alle sechs Besatzungsmitglieder überlebten.

## Ursache
Als Unfallursache konnte das während des Fluges ausgebrochene Feuer an Bord des Flugzeugs ermittelt werden, wobei die Ermittler als sekundäre Ursache das Platzen des steuerbordseitigen Hauptfahrwerkrads angaben. Der Reifenschaden habe zu Schäden am Fahrwerk und an der hydraulischen Anlage geführt. Die Lauffläche des geplatzten Reifens habe die hydraulischen Stützstreben abgerissen, welche in die Triebwerksgondel eingelassen waren. Dies habe dazu geführt, dass Hydraulikflüssigkeit auslief, möglicherweise seien weitere Schäden am Verstellpropeller aufgetreten. Aufgrund des durch den Ölverlust verursachten Ölmangels seien schließlich die Pleuel abgerissen, was dazu führte, dass sich die Triebwerksdrehzahl exzessiv erhöhte. Der nicht verstellbare Propeller und das daraus resultierende Überdrehen des Triebwerks habe zu dessen Auseinanderbrechen geführt, wodurch ein Feuer entstanden sei, dessen Intensität durch die große Menge an ausgelaufenem Öl um die Gondel des Triebwerks Nr. 3 zugenommen habe.